# Terunofuji Haruo
Terunofuji Haruo (照ノ富士 春雄), de son vrai nom Gantulga Ganerdene, né le 29 novembre 1991 à Oulan-Bator en Mongolie, est un lutteur de sumo professionnel japonais (mongol jusqu'en 2021).

## Carrière
Terunofuji atteint la division makuuchi en février 2014. Il devient sekiwake un an plus tard. Il remporte son premier tournoi en mai 2015 en tant que sekiwake. Trois jours après cette victoire, il accède au rang d’ōzeki.
Il perd son rang d’ōzeki après ses deux défaites aux tournois de juillet et septembre 2017, et redescend jusqu'en division jonidan, devenant le premier ancien ōzeki à redescendre à ce niveau.
Il est de retour en division juryo en janvier et en mars 2020, puis en makuuchi en juillet 2020 (le basho de mai 2020 étant annulé). Terunofuji devient ainsi le premier lutteur à revenir en makuuchi après être descendu en jonidan.
En août 2020, en tant que maegashira 17 en division makuuchi, il remporte son second tournoi.
Le 28 mars 2021, il remporte son troisième tournoi (Haru basho) en division makuuchi, en tant que sekiwake. Il assure ainsi sa promotion en ōzeki, devenant le second lutteur après Kaiketsu (en) en 1977 à redevenir ōzeki après avoir quitté les rangs des san'yaku, depuis que le système actuel de promotion a été fixé en 1969.
Le 21 juillet 2021, malgré sa deuxième place au tournoi de Nagoya 2021, il est promu 73e yokozuna. En août 2021, il devient citoyen japonais et renonce à la nationalité mongole, tout comme avant lui les yokozuna Akebono, Musashimaru (en) (américains), Kakuryu et Hakuho.
Le 28 novembre 2021, il remporte son sixième tournoi (Kyūshū basho) par 15-0 (meilleur score à ce jour). Il domine ainsi l'année 2021 en remportant quatre des six tournois annuels.
L'année 2022 est plus inconstante : il remporte le tournoi de mai à Tokyo mais les tournois de mars et septembre sont entachés de matchs manqués sur blessures. Il manque ensuite trois tournois consécutifs sur blessures à partir de novembre 2022.
Il remporte néanmoins son huitième titre en mai 2023 mais manque ensuite 41 des 45 combats restants de l'année sur blessures. Il reprend la compétition en janvier 2024 et remporte les tournois de janvier et juillet au départage. Mais il ne guérit jamais complètement de ses blessures, l'empêchant de participer pleinement aux quatre autres compétitions de l'année . 
Il annonce sa retraite le 17 janvier 2025.

## Résultats par basho

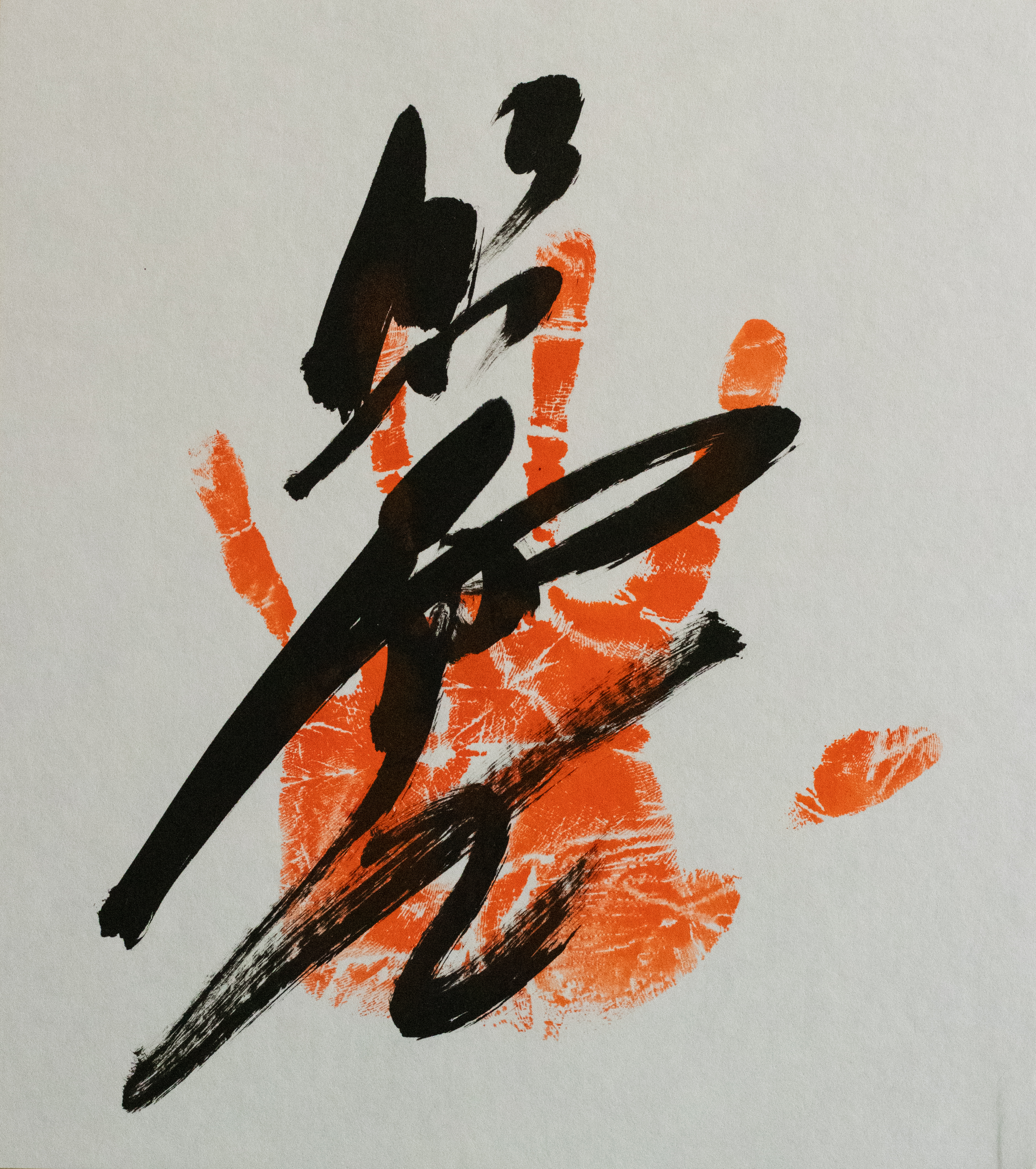
Tegata originale de Terunofuji

| Année | Janvier Hatsu basho, Tokyo                 | Mars Haru basho, Osaka                     | Mai Natsu basho, Tokyo                        | Juillet Nagoya basho, Nagoya         | Septembre Aki basho, Tokyo            | Novembre Kyūshū basho, Fukuoka         |
| --- | ------------------------------------------ | ------------------------------------------ | --------------------------------------------- | ------------------------------------ | ------------------------------------- | -------------------------------------- |
| 2011 | x                                          | # Tournoi annulé 0–0–15                    | (Maezumo)                                     | Jonokuchi de l’Est #3 5–2            | Jonidan de l’Ouest #59 6–1            | Sandanme de l’Est #93 7–0–P            |
| 2012 | Makushita de l’Est #58 5–2                 | Makushita de l’Ouest #39 5–2               | Makushita de l’Ouest #27 5–2                  | Makushita de l’Est #15 3–4           | Makushita de l’Ouest #21 2–5          | Makushita de l’Ouest #37 4–3           |
| 2013 | Makushita de l’Ouest #31 5–2               | Makushita de l’Ouest #20 5–2               | Makushita de l’Ouest #10 6–1                  | Makushita de l’Est #4 6–1            | Jūryō de l’Ouest #11 12–3–P Champion  | Jūryō de l’Est #3 8–7                  |
| 2014 | Jūryō de l’Ouest #1 12–3                   | Maegashira de l’Ouest #10 8–7              | Maegashira de l’Est #9 9–6                    | Maegashira de l’Est #6 9–6           | Maegashira de l’Est #1 6–9            | Maegashira de l’Ouest #3 8–7           |
| 2015 | Maegashira de l’Est #2 8–7 C               | Sekiwake de l’Est #1 13–2 CP               | Sekiwake de l’Est #1 12–3 C                   | Ōzeki de l’Ouest #2 11–4             | Ōzeki de l’Est #1 12–3–P              | Ōzeki de l’Est #1 9–6                  |
| 2016 | Ōzeki de l’Ouest #1 3–3–9                  | Ōzeki de l’Ouest #2 8–7                    | Ōzeki de l’Ouest #2 2–13                      | Ōzeki de l’Ouest #2 8–7              | Ōzeki de l’Ouest #1 4–11              | Ōzeki de l’Ouest #2 8–7                |
| 2017 | Ōzeki de l’Est #2 4–11                     | Ōzeki de l’Ouest #1 13–2–P                 | Ōzeki de l’Est #1 12–3                        | Ōzeki de l’Est #1 1–5–9              | Ōzeki de l’Est #2 1–5–9               | Sekiwake de l’Est #2 0–5–10            |
| 2018 | Maegashira de l’Est #10 0–8–7              | Jūryō de l’Ouest #5 6–9                    | Jūryō de l’Est #8 0–9–6                       | Makushita de l’Est #6 Blessure 0–0–7 | Makushita de l’Est #47 Blessure 0–0–7 | Sandanme de l’Ouest #27 Blessure 0–0–7 |
| 2019 | Sandanme de l’Ouest #88 Blessure 0–0–7     | Jonidan de l’Ouest #48 7–0–P               | Sandanme de l’Est #49 6–1                     | Makushita de l’Est #59 6–1           | Makushita de l’Est #27 6–1            | Makushita de l’Ouest #10 7–0 Champion  |
| 2020 | Jūryō de l’Ouest #13 13–2 Champion         | Jūryō de l’Est #3 10–5                     | Maegashira de l’Est #17 Tournoi annulé 0–0–15 | Maegashira de l’Est #17 13–2 PT      | Maegashira de l’Est #1 8–5–2          | Komusubi de l’Est #1 13–2–P T          |
| 2021 | Sekiwake de l’Est #1 11–4 T                | Sekiwake de l’Est #1 12–3 P                | Ōzeki de l’Ouest #2 12–3–P                    | Ōzeki de l’Est #1 14–1               | Yokozuna de l’Ouest #1 13–2           | Yokozuna de l’Est #1 15–0              |
| 2022 | Yokozuna de l’Est #1 11–4                  | Yokozuna de l’Est #1 3–3–9                 | Yokozuna de l’Est #1 12–3                     | Yokozuna de l’Est #1 11–4            | Yokozuna de l’Est #1 5–5–5            | Yokozuna de l’Est #1 Blessure 0–0–15   |
| 2023 | Yokozuna-ōzeki de l’Est #1 Blessure 0–0–15 | Yokozuna-ōzeki de l’Est #1 Blessure 0–0–15 | Yokozuna-ōzeki de l’Est #1 14–1               | Yokozuna de l’Est #1 1–3–11          | Yokozuna de l’Est #1 Blessure 0–0–15  | Yokozuna de l’Est #1 Blessure 0–0–15   |
| 2024 | Yokozuna de l’Est #1 13–2–P                | Yokozuna de l’Est #1 2–5–8                 | Yokozuna de l’Est #1 0–2–13                   | Yokozuna de l’Est #1 12–3–P          | Yokozuna de l’Est #1 Blessure 0–0–15  | Yokozuna de l’Est #1 Blessure 0–0–15   |
| 2025 | Yokozuna de l’Est #1 Retraite 2–3          | x                                          | x                                             | x                                    | x                                     | x                                      |
| Résultats sous la forme victoires – défaites – absences Champion du tournoi Vice-champion du tournoi Retraite Divisions inférieures Non-participation Sanshō : C = Combativité ; P = Performance exceptionnelle ; T = Technique Aussi représentés : ★ = Kinboshi ; P = Playoff(s) Divisions : Makuuchi — Jūryō — Makushita — Sandanme — Jonidan — Jonokuchi Rangs Makuuchi : Yokozuna — Ōzeki — Sekiwake — Komusubi — Maegashira |                                            |                                            |                                               |                                      |                                       |                                        |